# بيث كازو

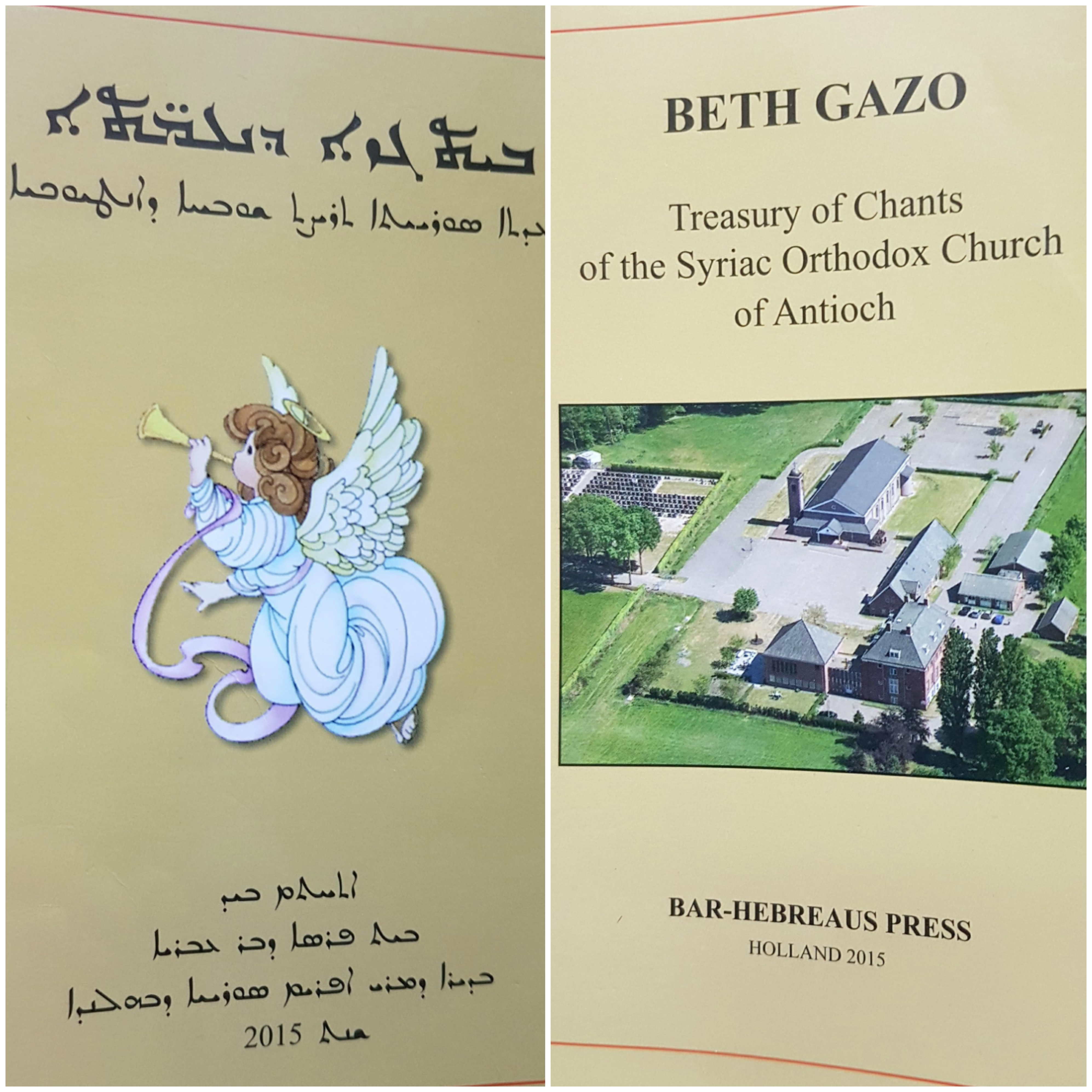

بيث كازو ويلفظ بيث گازو (بالسريانية: ܒܝܬ ܓܙܐ)‏، ويعني حرفيا "بيت الكنز"، هي مجموعة كتب في التراث المسيحي السرياني تحتوي على ألحان وتراتيل من الموسيقى الكنسية السريانية تستعمل في الطقوس الدينية في الكنيسة السريانية الأرثوذكسية بشكل خاص، هناك عدة نسخ تعرف بعد أسماء من البيث كازو ومنها: بيث كازو دقينوثو (ܒܝܬ ܓܙܐ ܕܩܝܢܬܐ) وبيث كازو دزمروثو (ܒܝܬ ܓܙܐ ܕܙܡܪܬܐ) وبيث كازو دمعنوثو (ܒܝܬ ܓܙܐ ܕܢܥܡܬܐ).
كان هناك مدرستين هامتين في الترتيل الأولى باللهجة الشرقية بتكريت والثانية بالغربية بماردين.

## التاريخ
تعود أقدم مجموعة من هذه الكتب إلى اللاهوتي السرياني برديصان في بهاية القرن الثاني الميلادي الذي قام بتنظيم الألحان المنتشرة بمنطقة أعالي بلاد ما بين النهرين لاستخدامها في تلاوة شعره. غير أن الجزء الأعظم منها يعزى إلى أفرام السرياني الذي قام بتهذيبها وإدخالها ضمن الليتورجية المسيحية الخاصة بتقليد كنيسة الرها.
كما ساهم العديد من البطاركة والرهبان السريان في إضافة ألحانهم إليها من أمثال بالاي القنشريني ويعقوب السروجي ورابولا في القرنين الرابع والخامس.
غالباً ما كانت الألحان الأصلية تحفظ في الأديرة ولهذا السبب فقد فقدت معظم هذه الألحان المكتوبة بعد مجازر سيفو خلال الحرب العالمية الأولى ولم يتبقى سوى حوالي ألف لحن طقسي حالياً وهي التي نشرت في كتاب لفيلكسينوس يوحنا دولباني عام 1913.